# Konsignation
Konsignation (lateinisch consignatio: Verbriefung, Urkunde) ist ein Rechtsbegriff aus der Materialwirtschaft und bezeichnet eine besondere Lieferform von Waren. Der Lieferant lagert die Ware beim Käufer, das sogenannte Konsignationslager. Der Käufer entnimmt die Ware aus diesem Lager und realisiert damit den Kauf der Ware. Der Käufer meldet die Entnahme an den Lieferanten. Beim Unterschreiten festgelegter Mengen füllt der Lieferant das Lager wieder auf. Die entnommene Menge wird in regelmäßigen Abständen in Rechnung gestellt.
Die Rechnung wird nach Vereinbarung periodisch, z. B. monatlich, gestellt. Die Vertragspartner können vereinbaren, dass der Kunde nach einer bestimmten Frist restliche Konsignationsbestände in seinen Eigenbestand übernimmt.
Vorteile für das einkaufende Unternehmen:
- Möglichkeit zur Absicherung logistischer Risiken
- Befreiung von Lagerverwaltung und Kapitalbindung
- Risiko der Waren liegt weiterhin beim Lieferanten
- Kapitalfreisetzung durch verzögerten Eigentumsübergang von Konsignationswaren
- Bestandshöhe gleich null (nur Pufferbestände in der Fertigung)
- Erhöhung der Lieferflexibilität
- Reduzierung der Prozesskosten

Vorteile für den Lieferanten:
- Reduzierung von Konkurrenz durch Single Source für Konsignations-Materialnummern
- Optimierung seiner Losgrößen (Economies of Scale)
- Beruhigung der Produktionsplanung (erhöhte Versorgungssicherheit)
- Reduzierung der Lagerhaltung für die jeweiligen Waren
- Reduzierung des administrativen Aufwandes

## Rechtlicher Hintergrund
Prinzipiell ist ein Konsignationsgeschäft eine Zusammensetzung von verschiedenen logistischen Vorgängen.
1. Es erfolgt eine Lieferung an sich selbst in das Konsignationslager.
2. Der Eigentumsübergang findet je nach Vereinbarung bei der Entnahme bzw. erst nach Bezahlung der entnommenen Menge durch den Kunden statt.
3. Der Vorgang wird mit einer Rechnung inklusive der (ausländischen) Umsatzsteuer abgeschlossen.

Ein Entnahmebeleg dient als Fakturierungsgrundlage.
Das bedeutet auch, dass in dieser Konstellation das übliche Handelsrecht gilt.
Internationale Konsignation innerhalb der Europäischen Union muss weitere Punkte beachten:
1. Es findet eine Lieferung an sich selbst im Ausland statt. Eine solche Lieferung innerhalb der EU ist zwar zollfrei und die Umsatzsteuer wird im Erzeugerland nicht berechnet, muss aber bei Einfuhr in das andere EU-Land dort abgeführt werden (siehe Einfuhrumsatzsteuer). Hierzu muss der Exporteur im anderen Land eine Umsatzsteuer-Identifikationsnummer führen, was in einigen Ländern von der Gründung einer Niederlassung abhängt.[1]
2. Der Eigentumsübergang findet wieder je nach Vereinbarung bei der Entnahme bzw. erst nach Bezahlung der entnommenen Menge durch den Kunden statt.
3. Der Vorgang wird mit einer Rechnung inklusive der (ausländischen) Umsatzsteuer abgeschlossen.